# Réna Vlachopoúlou
Réna Vlachopoúlou (grec moderne : Ρένα Βλαχοπούλου), née le 28 juillet 1923  à Corfou et morte le 29 juillet 2004 à Athènes, est une actrice de théâtre et de cinéma ainsi qu'une chanteuse grecque.

## Biographie
Réna Vlachopoúlou joua dans plus d'une centaine de pièces et opérettes de 1939 à 1994 et dans 26 films, principalement de la Finos Film avec qui elle était sous contrat, de 1951 à 1985
Elle fut mariée trois fois.

## Filmographie sélective
- 1956 : La Fille de Corfou
- 1962 : Certains l'aiment froid
- 1964 : La Flambeuse
- 1965 : Des Filles à croquer
- 1965 : Au Vol ! crie le voleur
- 1967 : Viva Réna
- 1969 : La Parisienne
- 1971 : Une Grecque au harem
- 1972 : La Comtesse de Corfou
- 1972 : Réna est hors-jeu